# 拉瓦尔当斯 (伊泽尔省)
拉瓦尔当斯（法語：Lavaldens，法語發音：[lavaldɛ̃s]）是法国伊泽尔省的一个市镇，属于格勒诺布尔区。

## 地理
拉瓦尔当斯（44°58'58"N, 5°53'15"E）面积41.4 平方千米，位于法国奥弗涅-罗讷-阿尔卑斯大区伊泽尔省，该省份为法国东南部内陆省份，北起顺时针与安省、萨瓦省、上阿尔卑斯省、德龙省、阿尔代什省、卢瓦尔省和罗讷省。
与拉瓦尔当斯接壤的市镇（或旧市镇、城区）包括：拉瓦莱特、维拉尔-圣克里斯托夫、利韦和加韦、拉莫尔特、拉蒂耶地区奥里、奥尔农、圣奥诺雷、尚特佩里耶。
拉瓦尔当斯的时区为UTC+01:00、UTC+02:00（夏令时）。

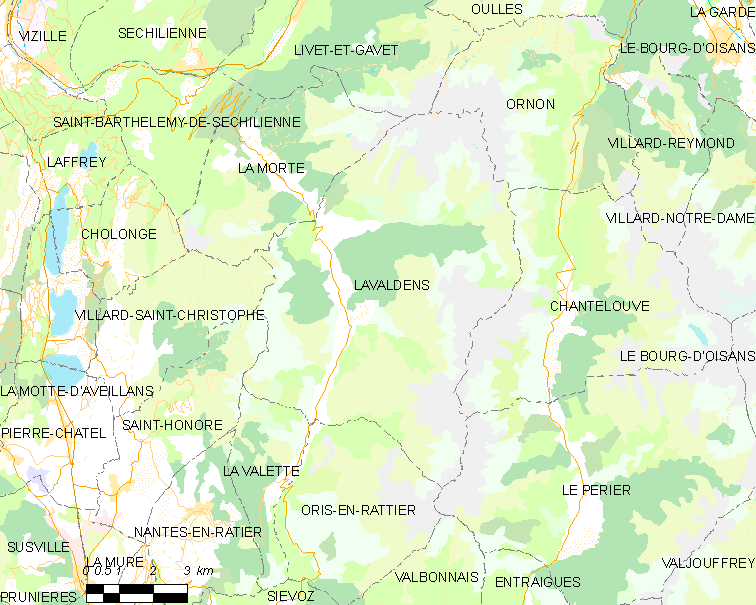
拉瓦尔当斯的OSM定位图

## 行政
拉瓦尔当斯的邮政编码为38350，INSEE市镇编码为38207。

## 政治
拉瓦尔当斯所属的省级选区为马泰西讷-特列沃县。

## 人口

1962-2008年间拉瓦尔当斯人口变化图示

拉瓦尔当斯于2022年1月1日时的人口数量为161人。